# Fox’s U-bet
Fox’s U-bet — коммерческий шоколадный сироп, изначально производившийся компанией H. Fox & Company в Бруклине, Нью-Йорк.

## История
Производство сиропа Fox’s U-bet началось около 1900 года. По словам Дэвида Фокса, сироп был изобретён в подвале в Браунсвилле, Бруклин.
Герман Фокс, дед Дэвида, уехал из города на нефтяной бум в Техасе и вернулся только с фразой «ты уверен?» (англ. «you bet»). Сироп U-bet наиболее известен как ключевой компонент фонтанного напитка, яичного крема. Хотя в Нью-Йорке до сих пор ведутся споры о том, в каком порядке нужно готовить, классический рецепт яичного крема состоит из сиропа U-bet, молока и зельтера. С момента своего изобретения в 1880-х годах этот напиток стал культовым в Нью-Йоркских еврейских закусочных.
В 2016 году компания H. Fox & Company была приобретена компанией US Westminster Foods. В настоящее время сироп Fox’s U-bet производится в Фармингдейле, Нью-Йорк.